# Herusci
Herusci (njem. Cherusker) germansko pleme nastanjeno u dolini rijeke Wesera, u njenom srednjem toku. Početkom 1. stoljeća postali su rimski saveznici (foederati), ali su se već 9. godine odmetnuli pod Arminijem i uspjeli duže vrijeme zadržati svoju nezavisnost.
Ogorčeni grubim postupcima rimske vojske, koja je povremeno boravila na njihovom području, uzimajući im namirnice i strogo kažnjavajući neposluh i otpor starosjedilaca, oduprli su se i u rujnu 9. godine u trodnevnim stalnim iznenadnim gerilskim napadima u Teutoburškoj šumi porazili i uništili tri rimske legije s oko 20.000 vojnika.
Zavađivajući međusobno njihove prvake, Rimljani su ih uspjeli oslabiti. Tome su doprinijeli i ratovi koje su Herusci morali voditi sa svojim germanskim rođacima, Chattima i Chaucima. Poslije jednog neslavnog razdoblja pod kraljem kojega su im dali Rimljani, Herusci napuštaju povijesnu pozornicu.  

## Vanjske poveznice
- Pleme Heruska, predvođeno Arminijem, porazilo je brojnu, teško naoružanu, rimsku vojsku u Teutoburškoj šumi
- Poznavajući teško prohodnu Teutoburšku šumu Germani su potukli rimske legije godine 9.
- Premda nepokoreni, Herusci su u doba cara Klaudija bili pod utjecajem Rimljana